# Inwazja na Islandię
Inwazja na Islandię – zajęcie neutralnej Islandii przez wojska brytyjskie w trakcie II wojny światowej, w celu prewencyjnego zabezpieczenia strategicznie położonej wyspy przed spodziewaną inwazją III Rzeszy. Operacja ta pod kryptonimem Fork została przeprowadzona w 1940 roku i zakończyła się okupacją Islandii przez aliantów.
Inwazja rozpoczęła się wczesnym rankiem 10 maja 1940 roku. Wojska brytyjskie wylądowały w Reykjavíku. Na wyspie nie napotkano oporu zbrojnego, więc Royal Marines przemieszczali się szybko. Odłączono sieci łączności, zabezpieczono miejsca strategiczne (porty, lotniska) oraz aresztowano niemieckich obywateli. Wojska przemieściły się do Hvalfjörður, Kaldaðarnes, Sandskeiði i Akranes i były gotowe na ewentualny atak Niemiec.
Wieczorem 10 maja rząd islandzki wystosował protest, oskarżając Brytyjczyków o naruszenie neutralności i domagając się odszkodowania za wyrządzone szkody. Brytyjczycy obiecali rekompensatę, współpracę gospodarczą i militarną, nieingerowanie w sprawy islandzkie oraz wycofanie się pod koniec wojny. Islandia zgodziła się ostatecznie na współpracę, jednak formalnie pozostała nadal państwem neutralnym.
Brytyjska inwazja na Islandię zbiegła się z zakończeniem dziwnej wojny i atakiem Niemców na Francję, Holandię, Belgię i Luksemburg.

## Tło
W 1918 roku, po długiej zależności od Danii, Islandia stała się niezależnym krajem, pozostającym w unii personalnej z Danią. Kraje te prowadziły wspólną politykę zagraniczną. Królestwo Islandii nie posiadało sił zbrojnych i ogłoszono je neutralnym krajem. W 1928 roku wszystkie islandzkie partie polityczne były za zakończeniem unii personalnej z Danią.
9 kwietnia 1940 roku Niemcy rozpoczęły operację Weserübung. Pierwszego dnia operacji po kilku godzinach walk zajęto Danię, następnie boje toczono w Norwegii.
Pierwszego dnia agresji hitlerowskiej na kraje nordyckie, Wielka Brytania wystosowała propozycję dla rządu islandzkiego, w której Londyn złożył ofertę pomocy w zachowaniu niepodległości przez Islandię. Islandzki rząd odrzucił ofertę. 10 kwietnia Althing (parlament islandzki), oświadczył, że duński król Chrystian X nie jest w stanie wykonywać swych konstytucyjnych powinności, co oznaczało zerwanie unii personalnej.
12 kwietnia Brytyjczycy wkroczyli na Wyspy Owcze (operacja Valentine).
Po niemieckich sukcesach w Danii i Norwegii, Wielka Brytania obawiała się ataku. W związku z tym chciała założyć własną bazę na Islandii w obliczu niemieckiego zagrożenia. 6 maja Winston Churchill przekazał sprawę założenia bazy do Gabinetu Wojennego. Wyprawa na Islandię została przygotowana w pośpiechu. Wiele celów operacyjnych zostało opracowanych dopiero w drodze na wyspę. Nikt z Brytyjczyków nie mówił po islandzku.
Głównym celem było zajęcie stolicy Islandii, ale także portu Hvalfjörður, by ustrzec się przed niemieckim kontratakiem z morza. Brytyjczycy liczyli się także z możliwością przerzucenia żołnierzy niemieckich drogą powietrzną, co miało miejsce w Norwegii. Dlatego zabezpieczono lotniska w Sandskeið i Kaldaðarnes.

## Operacja Fork
Dowódcą operacji został pułkownik Robert Sturges, weteran I wojny światowej, uczestnik bitwy o Gallipoli i bitwy jutlandzkiej. Siły inwazyjne składały się łącznie z 746 żołnierzy.
O 4 rano 8 maja krążowniki: HMS „Berwick”, HMS „Glasgow”, HMS „Fearless” i HMS „Fortune” wypłynęły w kierunku Islandii.
O 1:47 10 maja czasu islandzkiego z krążownika HMS „Berwick” za pomocą katapulty samolotowej wzbił się w powietrze Supermarine Walrus, amfibijna łódź latająca, używana jako samolot rozpoznawczy i ratowniczy.
Ok. 3:40 islandzki policjant dostrzegł małą flotę okrętów, jednak nie był w stanie w ciemnościach zidentyfikować ich narodowości, więc zaalarmował szefa policji. Z uwagi na to, że jednostki naruszyły przestrzeń morską Islandii, przygotowano łodzie. Tymczasem marines przygotowali się do zejścia na ląd. Około 5 rano okręty dobiły do portu.
Szef policji prosił o rozmowę z kapitanem armady, lecz ten żądał rozmowy z premierem Islandii Hermannem Jónassonem. Brytyjczycy po zejściu na ląd chcieli nawiązać współpracę z władzami Reykjavíku w zakresie działań wobec miejscowych Niemców. Islandia protestowała przeciwko inwazji, argumentując, że jest krajem neutralnym. Brytyjczycy przypominali, że Duńczycy także deklarowali neutralność, a i tak zostali podbici przez Niemców.
Przed inwazją na Islandię, niemiecki statek „Bahia Blanca” uderzył w górę lodową. Brytyjczycy obawiali się ataku ze strony załogi. W rzeczywistości okazało się, że Niemcy są bezbronni i bez incydentów wzięto ich do niewoli.

## Okupacja amerykańska
W lipcu 1941 roku w Islandii wylądowały wojska amerykańskie, które strzegły bezpieczeństwa Islandii jako wojska okupacyjne. W roku 1942 na wyspie stacjonowało 40 tys. Amerykanów, podczas gdy populacja wyspy wynosiła wówczas 120 tys. ludzi. Amerykanie ostatnią bazę w Keflavíku opuścili w 2006 roku.